# Hangest-en-Santerre
Hangest-en-Santerre é uma comuna francesa na região administrativa de Altos da França, no departamento de Somme. Estende-se por uma área de 15,08 km². Em 2010 a comuna tinha 1 022 habitantes (densidade: 67,8 hab./km²).